# Stibioenargite
La stibioenargite è un minerale non riconosciuto dall'IMA nel 1959 in quanto si tratta di enargite ricca di antimonio.